# Ursula Holliger
Ursula Holliger, geboren als Ursula Hänggi (* 8. Juni 1937 in Basel; † 21. Januar 2014 ebenda), war eine Schweizer Harfenistin. Sie zählte zu den führenden Harfenisten ihrer Zeit und engagierte sich besonders auf dem Gebiet der zeitgenössischen Musik.

## Leben
Ursula Holliger wurde als Ursula Hänggi am 8. Juni 1937 in Basel geboren.
Sie studierte Harfe an der Musik-Akademie der Stadt Basel und am Königlichen Konservatorium in Brüssel bei Mireille Flour.

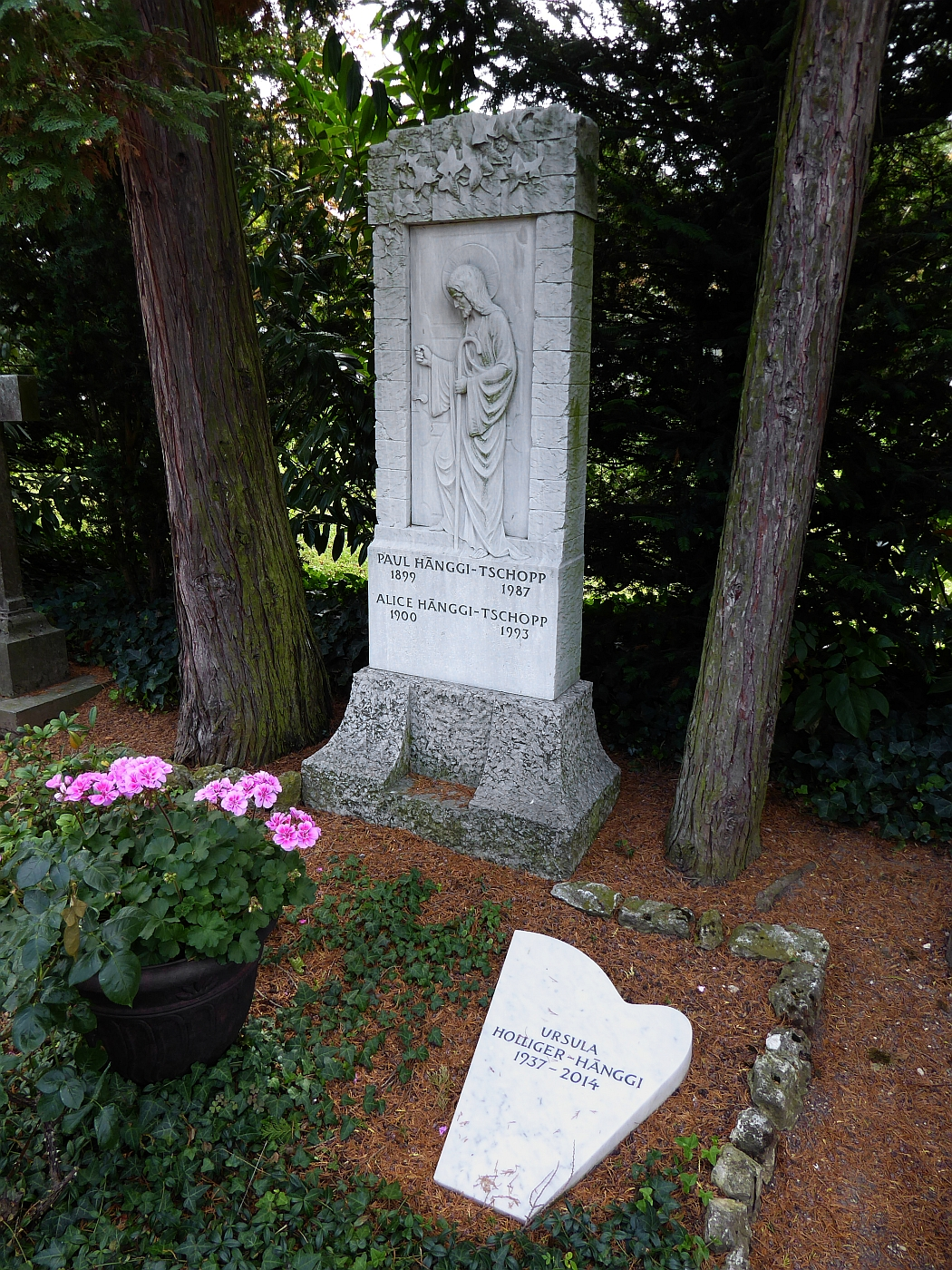
Grabstätte auf dem Wolfgottesacker

Neben ihrer Tätigkeit als Professorin an der Musikakademie in Basel lehrte sie an der Musikhochschule in Freiburg und war regelmässig am Boston Conservatory als Gastdozentin tätig. Sie gab Meisterkurse auf der ganzen Welt und wirkte viele Jahre lang als Dozentin bei den Sommerkursen auf dem Castello Caetani im italienischen Sermoneta mit. Bei zahlreichen Harfen-Wettbewerben war sie Mitglied der Jury.
Teilweise reiste und konzertierte Ursula Holliger gemeinsam mit ihrem Ehemann, dem Oboisten, Komponisten und Dirigenten Heinz Holliger. Sie spielte zusammen mit den Berliner und den Wiener Philharmonikern, dem English Chamber Orchestra und dem Los Angeles Philharmonic Orchestra. Regelmässig trat sie auch bei Festivals auf, wie beispielsweise beim Lucerne Festival. Ihr Repertoire umfasste neben den Standardwerken insbesondere Stücke von Louis Spohr aus dem 19. Jahrhundert sowie Werke zeitgenössischer Musik. Zwischen 1969 und 2010 war sie als Interpretin an mehr als 40 Schallplatten und Compact Discs beteiligt.
Nicht nur ihr Ehemann, sondern auch weitere  zeitgenössische Komponisten schrieben Werke für Ursula Holliger, die sie uraufführte. Hans Werner Henze, György Ligeti und Witold Lutosławski komponierten jeweils ein Doppelkonzert für Ursula und Heinz Holliger.
Ursula Holliger starb am 21. Januar 2014 im Alter von 76 Jahren in ihrer Geburtsstadt Basel. Sie fand ihre letzte Ruhestätte auf dem dortigen Wolfgottesacker-Friedhof.

## Familie
Neben ihrem Ehemann hinterliess Ursula Holliger ihre Tochter Anna Holliger (* 13. Februar 1965; † 3. Juni 2021), die als 1. Violinistin des Berner Symphonie Orchesters tätig war.

## Für Ursula Holliger geschriebene oder ihr gewidmete Werke (Auswahl)
- Elliott Carter: Trilogy (1992) und Mosaic (2004)
- Hans Werner Henze: Double concerto (1966)
- Heinz Holliger: Mobile (1962), Trio (1966) und Praeludium I und II (1987)
- André Jolivet: Controversia (1969)
- Frank Martin: Trois danses für Oboe, Harfe, Streichquintett und Streichorchester (1970)
- Ernst Křenek: Kitharaulos (1972)
- Witold Lutosławski: Double Concerto (1980)
- Alfred Schnittke: Concerto for oboe and harp (1970) und Eucalypts I (1970)
- Tōru Takemitsu: Concerto for oboe and harp
- Isang Yun: Double concerto for oboe and harp, Gong-Hu und In balance (1987)